# Open-Window-Phänomen
Das Open-Window-Phänomen ist ein Begriff der Psychoneuroimmunologie und umschreibt die immunologische Lücke nach sportlichen Belastungen des Organismus. Es gilt als erwiesen, dass Infektionskrankheiten nach intensiven Belastungen vermehrt festzustellen sind.
Das erhöhte Erkrankungsrisiko (überwiegend  grippale Infekte, Infektionen der Harnwege und Durchfälle) im Anschluss an eine körperliche oder psychische Belastung lässt sich labormedizinisch objektivieren. Immunparameter wie die Zahl der Granulozyten, der natürlichen Killerzellen sowie der B- und T-Lymphozyten im  Blut steigen unter Belastung zunächst, um dann in der Abspannphase steil unter das Ausgangsniveau zu fallen. Krankheitserregern wird damit praktisch ein „Fenster zum Körper“ geöffnet.
Diese  immunologische Dynamik ist nach heutiger Erkenntnis ein Produkt körperlicher und psychischer Überlastung.